# 브랜든 와델
브랜든 데이비드 와델(영어: Brandon David Waddell, 1994년 6월 3일~)은 미국의 야구 선수이자, 전 KBO 리그 두산 베어스의 투수이다. KBO 등록명은 '브랜든'이다.

## 미국 프로야구 시절
2020년에 피츠버그 파이리츠에 입단하였다.

## 한국 프로야구 시절

### 두산 베어스시절
2022년 7월 13일에 어깨 부상으로 시즌 도중 퇴출된 아리엘 미란다를 대체할 투수로 영입되었다. 2022년 시즌 후 재계약에 실패했다.

## 대만 프로야구 시절
2023년에 라쿠텐 몽키스에 입단하였다.

## 한국 프로야구 복귀

### 두산 베어스복귀
2023년 6월에 딜런 파일을 대체할 외국인 투수로 영입되며 복귀하였다.